# Leandro Paulsen
Leandro Paulsen (Porto Alegre, 15 de abril de 1970) é um magistrado e professor brasileiro. É desembargador do Tribunal Regional Federal da 4ª Região (TRF4) e professor de direito e crimes financeiros do curso de pós graduação da Pontifícia Universidade Católica do Rio Grande do Sul (PUC-RS).
É o revisor das ações nos processos da Operação Lava Jato, na segunda instância.

## Biografia
Natural de Porto Alegre, é formado em direito pela Pontifícia Universidade Católica do Rio Grande do Sul (PUC-RS). É mestre em direito do estado e teoria do direito pela Universidade Federal do Rio Grande do Sul (UFRGS) e doutor em direitos e garantias do contribuinte pela Universidade de Salamanca, Espanha.
Em 1993 atuou na Justiça Federal de Porto Alegre, e atuou como juiz auxiliar no Supremo Tribunal Federal (STF) da ministra Ellen Gracie entre 2010 e 2011.
Tomou posse como desembargador do Tribunal Regional Federal da 4ª Região (TRF-4) em 16 de dezembro de 2013, promovido pelo critério de antiguidade.
Compôs lista tríplice elaborada pela Associação dos Juízes Federais para indicação ao STF na vaga de Joaquim Barbosa.
Revisor das ações nos processos da Operação Lava Jato,  presidente da 8ª Turma do Tribunal Regional Federal da 4ª Região (TRF4), foi o segundo a votar no julgamento do recurso do ex-presidente Luiz Inácio Lula da Silva contra decisões do juiz Sergio Moro. Em outros processos da Lava Jato, Paulsen foi responsável pelas decisões que provocaram as absolvições mais polêmicas em segunda instância. Em janeiro de 2018, Paulsen concordou com a condenação do juiz Sérgio Moro contra o ex-presidente, e votou pelo aumento de pena para 12 anos seguindo o voto do relator João Pedro Gebran Neto. "Adiro ao voto do relator também no que diz respeito à dosimetria da pena", disse o desembargador.